# Demetrio de Falero
Demetrio de Falero (Δημήτριος ὁ Φαληρεύς, Falero (hoy Atenas), 350 - 280, 282 o 283 a. C.) fue un político y filósofo ateniense perteneciente a la escuela peripatética.

## Biografía
Su padre, Fanostrato, fue esclavo de Timoteo y de Conón, así que no era de origen noble. Nacido en el puerto de Falero, se educó en el Liceo de Aristóteles con Teofrasto y fue amigo de Menandro, el comediógrafo. A causa de la muerte de Foción, tuvo que ausentarse de Atenas hasta que las cosas se calmaron. Gobernó Atenas durante el periodo (317-307 a. C.), hasta que lo expulsaron cuando en 307 a. C. la escuadra de Demetrio Poliorcetes tomó Atenas, refugiándose primero en Tebas y después al lado de Casandro de Macedonia, para al fin terminar en Egipto, en la corte de Ptolomeo I, quien lo designó como primer bibliotecario de la Biblioteca de Alejandría (ca. 297 a. C.), que tenía dos sedes: una en el Museion y la otra en el Serapeo. Se afirmaba que durante el último período de su administración se había entregado a todo tipo de excesos, y además despilfarró 1200 talentos al año en cenas, fiestas y amoríos. Caristio de Pérgamo menciona que tenía un amante llamado Teognis, del que todos los jóvenes atenienses sentían celos.
Se atribuye a Demetrio Falereo el haber aconsejado a Ptolomeo I la traducción de la Biblia del hebreo (véase Biblia hebrea) al griego, la denominada traducción de los Setenta o Septuaginta. Vuelve a caer en desgracia con el rey Ptolomeo II y murió en el exilio después del 283 a. C., como consecuencia de la picadura de una serpiente. 
Creó una biblioteconomía basada en la mezcla de dos tradiciones bibliotecarias: la occidental (basada en la organización y las tareas) y la oriental (basada en los aspectos formales).
La tradición bibliotecaria occidental recoge los atributos de las bibliotecas de la Academia de Platón y, sobre todo, el Liceo de Aristóteles. El aristotelismo postulaba como eje fundamental de las bibliotecas su conversión en la «memoria del mundo»; es decir, la misión del sabio-bibliotecario residía en reunir todos los libros (en aquella época rollos) que abarcaran la totalidad del saber humano. Para ello, se destinaron fuertes sumas de dinero a adquirir el mayor número de obras. También se legisló por decreto real que todos los barcos que atracaran en Alejandría tenían que entregar todos los libros que llevasen a bordo para que fuesen copiados en la biblioteca y, una vez finalizada la tarea, se devolvían a sus dueños los duplicados.
Aristóteles estableció que las bibliotecas también tenían que ser «laboratorios editoriales» o «de texto», es decir, los bibliotecarios tenían que establecer los autores que eran dignos de ser estudiados y, por tanto, sus obras debían ser reproducidas una vez reelaboradas filológicamente.
El aristotelismo también aportó la organización por orden alfabético, desechando el orden cronológico, dividiéndose así la idea de que una biblioteca y un archivo fuesen la misma institución.[cita requerida]
La tradición bibliotecaria oriental que Demetrio adquirió en Egipto se basa en aspectos formales fundamentales como el colofón. Las obras, al componerse de varios rollos, se guardaban dentro de cajas o cestos de mimbre que a su vez se colocaban en estanterías adosadas a la pared o en nichos. De cada caja, colgaba una tablilla a modo de etiqueta (llamada colofón) donde se escribía el título de la obra, una breve descripción formal del documento que recogía el número de tabletas o rollos que ocupaban y una rudimentaria signatura. Las bibliotecas orientales (Ebla por ejemplo) ya poseían unos catálogos rudimentarios con el fin de inventariar las colecciones y ordenarlas según una metodología muy básica.
Fruto de estas dos biblioteconomías, surgirían las listas de materias-catálogos que se cristalizarían en los Pinakes, obra de otro bibliotecario de Alejandría: Calímaco de Cirene.